# Paul Gauguin (film 1975)
Paul Gauguin è un film in 7 episodi del 1975 diretto da Roger Pigaut e basato sulla vita del pittore francese Paul Gauguin.